# Georg Unger (Sänger)

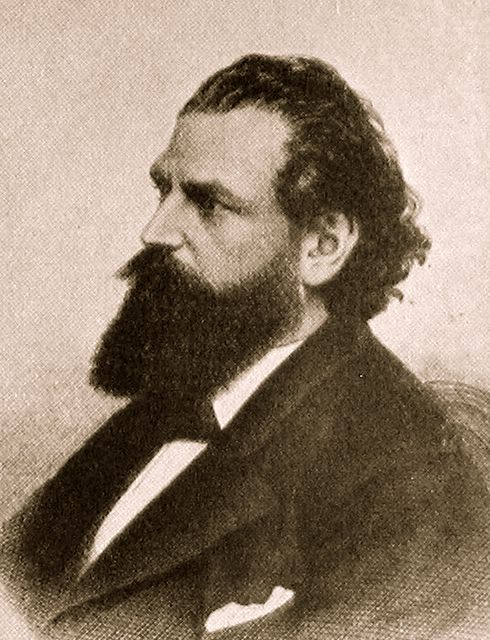
Georg Unger

Georg Unger (6. März 1837 in Leipzig – 2. Februar 1887 ebenda) war ein deutscher Opernsänger der Stimmlage Tenor. Er brillierte als Heldentenor und erlangte Bekanntheit als erster Siegfried in Wagners Ring des Nibelungen bei den Bayreuther Festspielen 1876.

## Leben und Werk
Georg Unger studierte erst Theologie, nahm dann aber Gesangsunterricht bei dem Münchner Gesangslehrer Julius Hey (1832–1909). Er debütierte 1867 am Opernhaus, wurde dann für zwei Spielzeiten nach Kassel verpflichtet. Es folgten Engagements in Bremen, zwei Spielzeiten am Hoftheater von Neustrelitz und jeweils eine Spielzeit lang am Stadttheater von Hamburg, am Stadttheater von Elberfeld, am Hoftheater von Mannheim und an der Münchner Hofoper. Er trat auch im thüringischen Brünn, in Wuppertal und in Zürich auf. In Mannheim hörte ihn der bekannte Wagner-Dirigent Hans Richter, der den Tenor nach Bayreuth weiter empfahl. Er sang bei Richard Wagner in Bayreuth vor, mit Auszügen des Tannhäuser. Der Komponist war sofort begeistert und wollte ihn als Loge im Rheingold besetzen. Diese Rolle studierte er dann auch 1875 während eines längeren Aufenthalts in Bayreuth ein, sang dann aber in der ersten Gesamtaufführung des Ring des Nibelungen bei den Bayreuther Festspielen 1876 den Froh (im Rheingold) und den Siegfried (in Siegfried und Götterdämmerung). Matthew Gurewitsch bezeichnete dies als "Kombination aus lyrischem Herumgehen und marathon-artigem Kehle-aus-dem-Leib-Singen, die mehr als bizarr ist." Kutsch/Riemens schreiben:

„Die Wahl fiel auf ihn, weil sich unter den damaligen Heldentenören kaum einer fand, der die notwendigen Voraussetzungen für diese Partie und ihre ungewöhnlichen Ansprüche an den Interpreten realisieren konnte.“

Die Uraufführungen von Siegfried und Götterdämmerung am 16. und 17. August 1876 in Bayreuth waren für Wagner ein großer Erfolg, ob auch für den Sänger ist fraglich. Zuseher berichteten, seine Darstellung sei enttäuschend gewesen. Sowohl Amalie Materna als Brünnhilde als auch Max Schlosser als Mime hätten ihn in den Schatten gestellt. Laut einer anderen Quelle soll Wagner rückblickend diese Besetzung bedauert haben, denn Heinrich Vogl hätte seinen sängerischen Erwartungen besser entsprochen. Georg Unger war nach seinem Bayreuther Engagement als Wagner-Sänger festgelegt. 1877 sang er bei den Wagner-Konzerten unter Hans Richter in der Royal Albert Hall in London. Danach soll er von Wagner fallen gelassen worden sein. Er bekam nur mehr zwei Festengagements: 1877–78 in Frankfurt und 1878–79 in Leipzig. Am 21. und 22. September 1878 fanden anlässlich der Michaelismesse die Leipziger Erstaufführungen von Siegfried und Götterdämmerung statt, die, nach Bayreuth und München, den dritten Ring-Zyklus komplettierten. Georg Unger sang erneut den Siegfried. 1881 war seine Bühnenlaufbahn im Wesentlichen beendet, danach gab es nur mehr einige Gastspiele. 1882 und 1883 übernahm er in Angelo Neumanns Wanderndem Wagner-Theater in Brüssel und in einer Reihe italienischer Städte noch einmal den Siegfried. Bis 1884 soll er noch an verschiedenen Orten gastiert haben, vor allem am Opernhaus, in seiner Heimatstadt.
Er war mit Marie Haupt (1849–1928) verheiratet, einer Sopranistin, die gemeinsam mit ihm bei den Bayreuther Festspielen 1876 auftrat, sie sang Freia, Gerhild und Waldvogel.
Mit 44 Jahren ging seine Bühnenlaufbahn zu Ende, kurz vor seinem 50. Geburtstag starb er.